# Зевс (пас)
Зевс (енгл. Zeus, 12. новембар 2008 — 3. септембар 2014) била je немачка дога из Отсега у Мичигену која је према Гинисовој књизи рекорда највиши пас на свету. Овај пас је биo висок 111 центиметара. Највиши пас на свету је постао када је 13. септембра 2012. објављено како је надмашио рекорд тада највишег пса Гигантског Џорџа.
11. септембра 2014. године је његов власник Кевин Дурлаг саошптио како је Зевс умро недељу пре након што су му се почели појављивати симптоми старења.
Зевс је вероватно био највиши пас у историји. Просечно немачке доге нарасту до 80 цм и теже 60-ак килограма. Зевс је био висок чак 111,8 центиметара, тежак 74 килограма и дневно је јео око 14 килограма хране. Зевс није био вољен само у својој породици. Као терапијски пас, посјетћивао је школе и болнице широм Каламазу подручја. Његов власник каже да је Зевс био толико велик да су мала деца мислила да је коњ.